# IS Halmia
Idrottssällskabet (Idrætselskabet) Halmia (ISH) er en hallandsk fodboldsklub fra Halmstad/Halmsted, stiftet i år 1907. Halmia spiller i 2019 i den fjerdebedste svenske række Division 2 (Västra Götaland). Hjemmebanen er Örjans vall. Spilledragten er hvide trøjer og røde bukser. De tre kronede hjerter i klubmærket er hentet fra Halmsteds  danske byvåben og Hallands danske tid, når Halmsted  var Kalmarunionens kongressby.
Klubben havde sin storhedtid i 1930'erne og 40'erne, hvor klubben i ni sæsoner spillede i den bedste svenske række Allsvenskan (1932-33 til 1933-34 og igen 1943-44 til 1949-50). Klubben opnåede senere oprykning til Allsvenskan, hvor klubben spillede i 1963, men måtte rykke ned igen efter alene at have vundet en enkelt kamp. Klubben vendte tilbage til Allsvenskan i 1979, hvor klubben igen måtte rykke ned efter alene at have vundet to kampe.
Tilskuerrekorden 20 381 mod Landskrona BoIS overgår lokalkonkurrenten Halmstads BK's rekord på 20 314 tilskuere mod Djurgården i 1955.
Blandt de mest kendte supporters, er Per Gessle fra popduoen Roxette.